# Wolletz
Wolletz ist ein Ortsteil der Stadt Angermünde im Landkreis Uckermark in Brandenburg.

## Geographie
Der Ort liegt nordwestlich der Kernstadt Angermünde am Nordufer des etwa 330 Hektar großen Wolletzsees. Nördlich verläuft die Landesstraße L 239, östlich die B 198 und westlich die A 11. Nordöstlich erstreckt sich das rund 320,3 ha große Naturschutzgebiet Fischteiche Blumberger Mühle.

Um 1738 Gutsherr in Wolletz: Staatsminister Franz Wilhelm von Happe

## Orts- und Gutsgeschichte
Ersterwähnt ist Wolletz 1313, als Wolletzik. Wesentlich später entwickelt sich ein Rittergutsdorf in adeliger Hand, in Lehnbeziehung zum jeweiligen brandenburgischen Landesherrn. Mit den von Kenitz lebte Ende des 17. Jahrhunderts noch eine briefadelige Familie am Ort, ohne wahrscheinlich selbst im Besitz stehend. Es betraf dies den Kapitän (Hauptmann) Christian Ludwig von Kenitz (* 1692 in Wolletz; † 3. Mai 1758 bei Schweidnitz) und seinen gleichnamigen Sohn Christian Ludwig von Kenitz, der ebenso in Wolletz geboren wurde, zuletzt als Generalleutnant aktiver Offizier im Dienst stand. In Wolletz bestanden längere Zeit zwei Rittergutsanteile. Der größere Anteil besaß die Familie von Arenstorff, gab es aber in Pfandbesitz der unbekannten Familie von Fronhöfer. Der kleinere Gutsanteil, nach alten Quellen der Flemsdorfsche genannt, befand sich 1704 in den Händen der Söhne des Generalleutnants Wilhelm von Brand. Die Brüder von Brand, Christoph Wilhem von Brand und Friedrich von Brand, veräußerten mit landesherrlicher Genehmigung ihre Flächen in Wolletz 1717 an Hans Sigismund von Greiffenberg, und dieser wiederum überließ diese, zunächst auf 12 Jahre, auch hier mit Königlichen Konsens, der Witwe Margarethe Elisabeth von Fronhöfer, geb. von Glöden. Somit erhielt die Familie von Fronhöfer beider Gutsanteile zu Wolletz. 1738 erwarb der Minister Franz Wilhelm von Happe das Gesamtgut Wolletz, wohnte aber im neuen eigenen Palais in Berlin-Mitte, welches später Sitz des Preußischen Kriegsministeriums wurde.
Lange blieb Gut Wolletz dann im Eigentum der brandenburgischen Uradelsfamilie von Rohr, konkret einem genealogischen Nebenzweig der Familienlinie Tramnitz-Trieplatz. Erworben hatte es Karl Friedrich Balthasar von Rohr (1750–1813), auf Schwanow und Alt-Künkendorf, in erste Ehe mit Johanna von Lingner-Wolletz verbunden, respektive sein Sohn Theobald von Rohr-Ganzer (1810–1883). Dieser war Gutsherr auf Ganzer (Ganzer II), Wolletz und Künkendorf, kgl. preuß. Ritterschaftsrat, verheiratet mit Alberta von Wedel-Parlow. Daher fanden nun in Wolletz auch mehrere Hochzeiten der Töchter des Gutsbesitzerfamilie statt. U. a. ehelichte hier 1862 Anna von Rohr den Heinrich von Borcke-Heinrichshoff, oder Hildegard von Rohr den späteren Politiker Franz August von Gordon-Laskowitz. Theobald von Rohr-Wolletz findet auch in den erweiterten Fassungen, nach 1892, der Wanderungen durch die Mark Brandenburg des Theodor Fontane eine Erwähnung. Nächster Gutsbesitzer in Wolletz wurde Erich von Rohr (1857–1901). Seine Witwe war Alice von Spieß (1865–1953). 1914 hatte das Gut Dr. Bierei als Gutsverwalter für die von Rohr`schen Erben. er besaß mit Holzendorf in der Uckermark und Groß Latzkow in Pommern weitere Güter. In Wolletz lebte die Familie von Rohr bis Mitte der 1920er Jahre, die jüngeren Nachfahren ab 1927 wurden alle in Berlin geboren. Vor der Wirtschaftskrise 1929/1930 gilt Hans Karl von Rohr (1895–1973). als Wolletzer Gutsherr, Besitz 1100 ha, Verwalter Inspektor Hermann Köppen. Leutnant Hans Karl von Rohr besaß mit Holzendorf in der Uckermark und Groß Latzkow in Pommern weitere Güter, wird in der genealogischen Fachliteratur bis weit in die 1930er Jahre als Besitzer von Wolletz dargestellt. Nach 1935 kommt Gut Wolletz in das Eigentum des Anton Martinek.
Die Statuette der Maria Magdalena der einstigen Fachwerkkirche Wolletz befindet sich nun im Museum in Angermünde. Die Kirche Wolletz wurde 1964 abgerissen, war ein Fachwerksaal. Dort befindet sich nun ein Raum, mehr ein Ort, der Stille. Der 1970 errichtete kleine Kirchenbaracke wurde 2020, wegen Baufälligkeit, entwidmet.
Eingemeindungen

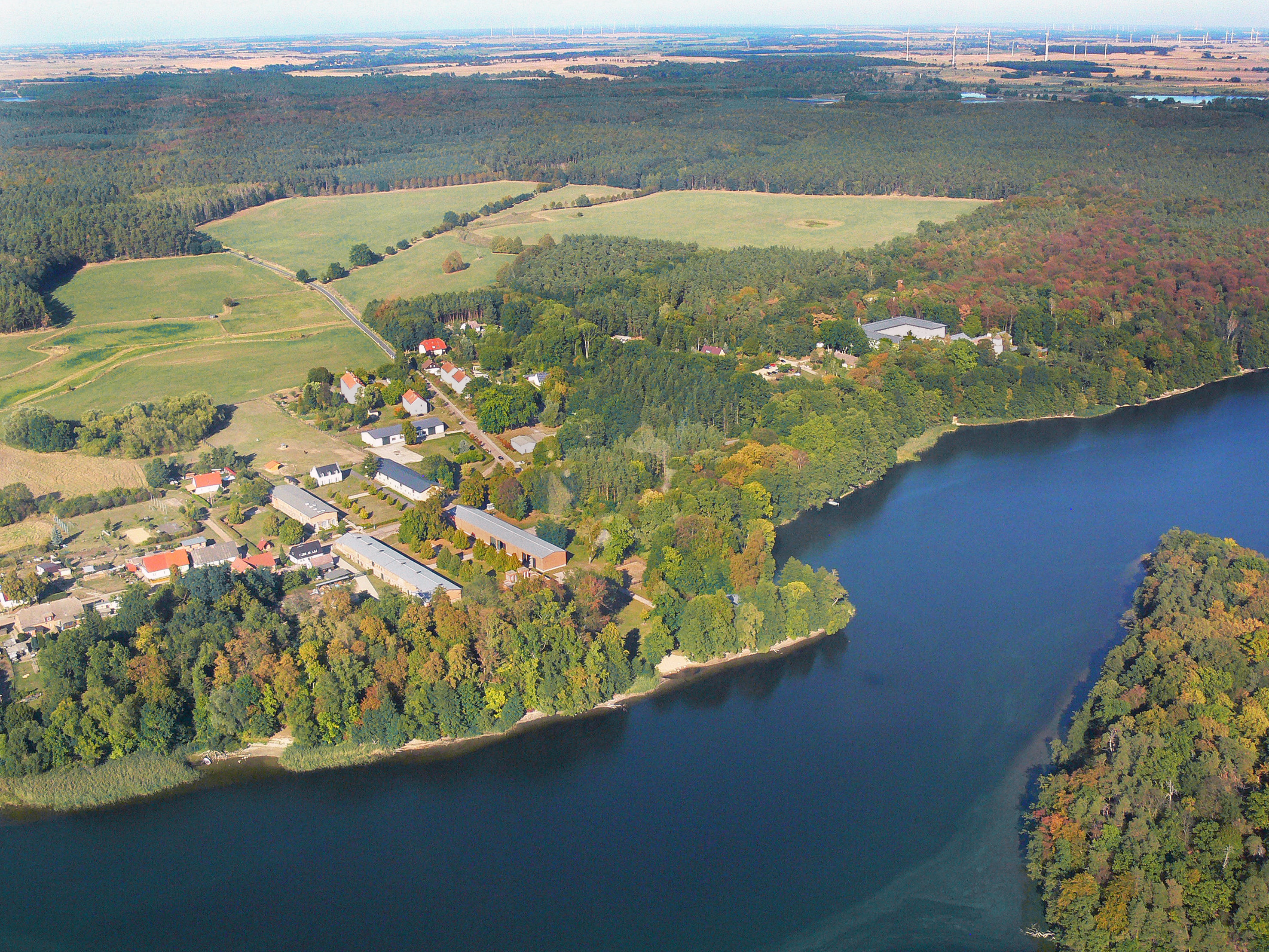
Wolletz mit Wolletzsee und Fachklinikum

Im Jahr 2003 wurde Wolletz nach Angermünde eingemeindet.

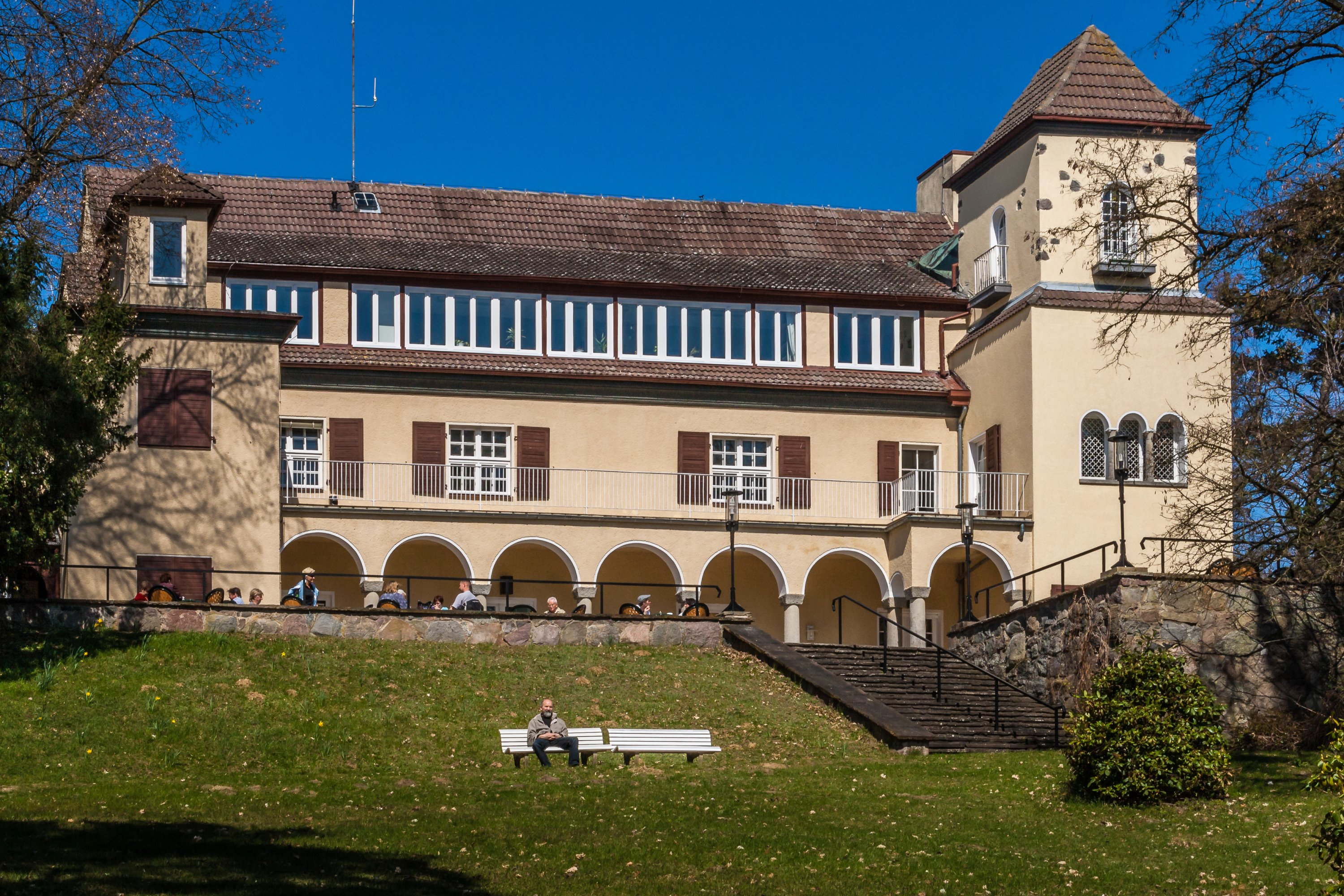
Ehemaliges (Jagd)-Schloss Wolletz, heute Reha-Fachklinik

## Sehenswürdigkeiten
In der Liste der Baudenkmale in Angermünde sind für Wolletz zwei Baudenkmale aufgeführt.

## Söhne und Töchter des Ortes
- Christian Ludwig von Kenitz (1724–1797), in Wolletz geboren, preußischer Generalleutnant und Chef des nach ihm benannten Regiments „Kenitz zu Fuß“